# Radicaal 138
Radicaal 138 is een van de 29 van de 214 Kangxi-radicalen dat bestaat uit zes strepen.
In het Kangxi-woordenboek zijn er slechts 5 karakters die dit radicaal gebruiken.

## Karakters met het radicaal 138

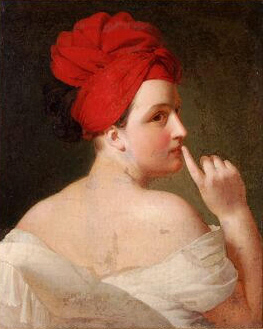
Gebaar voor stilte.

| Strepen | Karakter |
| ------- | -------- |
| + 0     | 艮       |
| + 1     | 良       |
| + 2     | 艰       |
| + 11    | 艱       |

Bronskarakter
Groot zegelkarakter
Klein zegelkarakter